# Festival de Pinkpop
El festival de música Pinkpop, también conocido como Pinkpop Festival, es un festival de rock anual que se realiza en Landgraaf, Países Bajos. Junto a Ruisrock y Glastonbury, es el festival a cielo abierto más antiguo del mundo. Este festival se celebra en el Pentecostés (Pinksteren en neerlandés, de ahí su nombre). En 1970, el primer Pinkpop Festival de la historia se dio lugar en Geleen y se realizó solo el lunes de esa semana.
Hoy en día, el festival dura 3 días, desde el sábado hasta el lunes, y es visitado por 60.000 personas por día aproximadamente, con actuaciones en 3 escenarios separados. En 35 años, un millón y medio de personas ha asistido al Pinkpop. En él se han realizado más de 500 conciertos musicales.
En 1994 (la vigésimo quinta edición) se decidió vender solo 60.000 boletos, para prevenir el exceso de público debido a la popularidad que alcanzó el festival. En 1995 se convirtió en un festival de dos días. Dos años más tarde, en 1997, su duración se amplió a tres días.
Desde 2007 se realiza también, más avanzado el año, el Pinkpop Classic, para una audiencia más adulta, con bandas que han actuado en décadas pasadas en el lugar.
En 2008 Pinkpop no se realizó en el fin de semana de Pentecostés (por primera vez en su historia) debido a que este ocurría muy temprano ese año.

## Pinkpop 2008
A lo largo de la historia el festival ha traído gran cantidad de personas a la localidad de Landgraaf, pero el que más ha reunido fanáticos fue en el año 2008, que con la suma de los tres días de asistencia fueron más de 200 mil personas con un récord único de 94 mil personas en un día.
|                    | Escenario principal                                                                                              | Escenario 3FM                                                                               | Escenario BUMA / John Peel                                           |
| ------------------ | --- | ------------------------------------------------------------------------------------------- | -------------------------------------------------------------------- |
| Viernes 30 de mayo | - Flogging Molly - Metallica - Incubus                                                                           | - Sat2D - Alter Bridge - Chris Cornell - Animal Alpha                                       | - From First to Last - Porcupine Tree - Jonathan Davis               |
| Sábado 31 de mayo  | - Foo Fighters - Moke - KT Tunstall - Editors - Kaiser Chiefs                                                    | - Bad Religion - Novastar - The Verve - Stereophonics - Eagles of Death Metal - Air Traffic | - Justice - Groove Armada - Amy Macdonald - Voicst - Blood Red Shoes |
| Domingo 1 de junio | - Rage Against The Machine - Queens of the Stone Age - Fiction Plane - Gavin DeGraw - Racoon - Alanis Morissette | - Counting Crows - The Wombats - Cavalera Conspiracy - The Hives - Serj Tankian             | - Kate Nash - Patrick Watson - Pete Murray - Saybia - Róisín Murphy  |

## Pinkpop 2009
|                    | Escenario Principal                                                                      | Escenario 3FM                                                                   | Escenario Tent                                                                           |
| ------------------ | ---------------------------------------------------------------------------------------- | ------------------------------------------------------------------------------- | ---------------------------------------------------------------------------------------- |
| Sábado 30 de mayo  | - Bruce Springsteen & the E-Street Band - The Killers - Chris Cornell                    | - Elbow - Me First and the Gimme Gimmes - Kings of the Day                      | - Dr. Lektroluv - Just Jack - Noisettes                                                  |
| Domingo 31 de mayo | - Placebo - Krezip - Madness - Volbeat - Milow                                           | - Keane - James Morrison - Maria Mena - Rowwen Hèze - De Staat                  | - Pendulum - White Lies - The Rifles - Kyteman's Hiphop Orchestra - You Me at Six        |
| Lunes 1 de junio   | - Snow Patrol - Anouk - Franz Ferdinand - Amy Macdonald - Novastar - The Gaslight Anthem | - The Kooks - De Jeugd van Tegenwoordig - Billy Talent - Mando Diao - Shinedown | - The Ting Tings - Katy Perry - The Script - Hollywood Undead - The All-American Rejects |

1. ↑  Krezip reemplazó a Depeche Mode debido a que el cantante de esta última banda, Dave Gahan, fue sometido a una cirugía luego de que se le descubriera un tumor en la vejiga, dos semanas antes del festival.

## Bandas que han actuado en el festival de Pinkpop

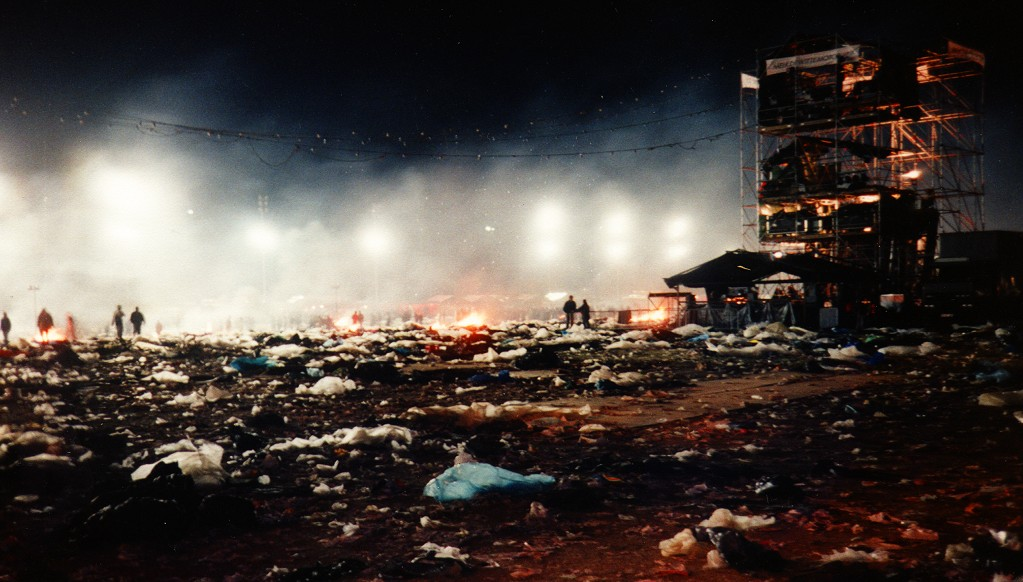
Los terrenos del festival luego que el público se haya retirado en 1993.

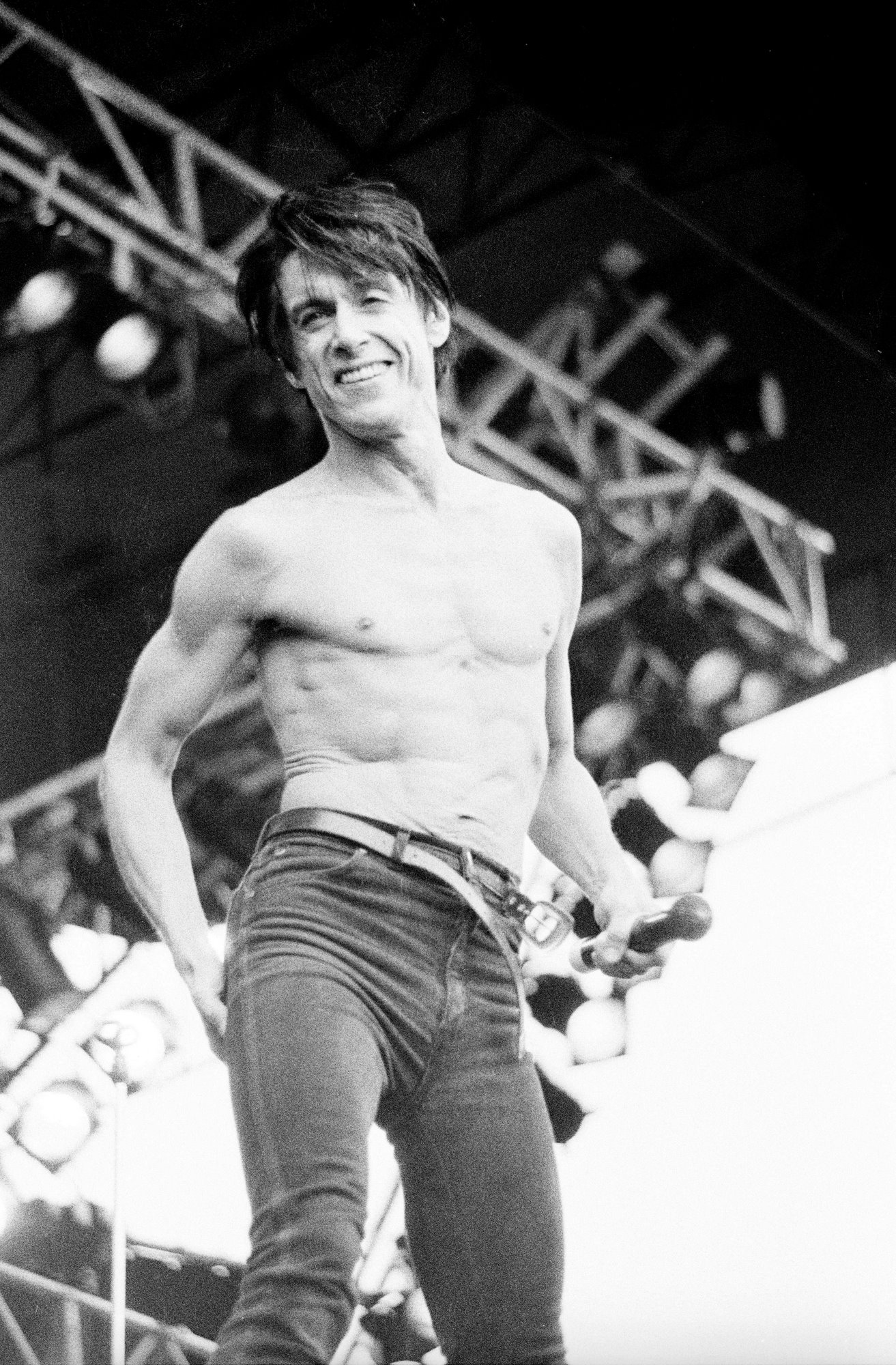
Iggy Pop en el Pinkpop de 1987.

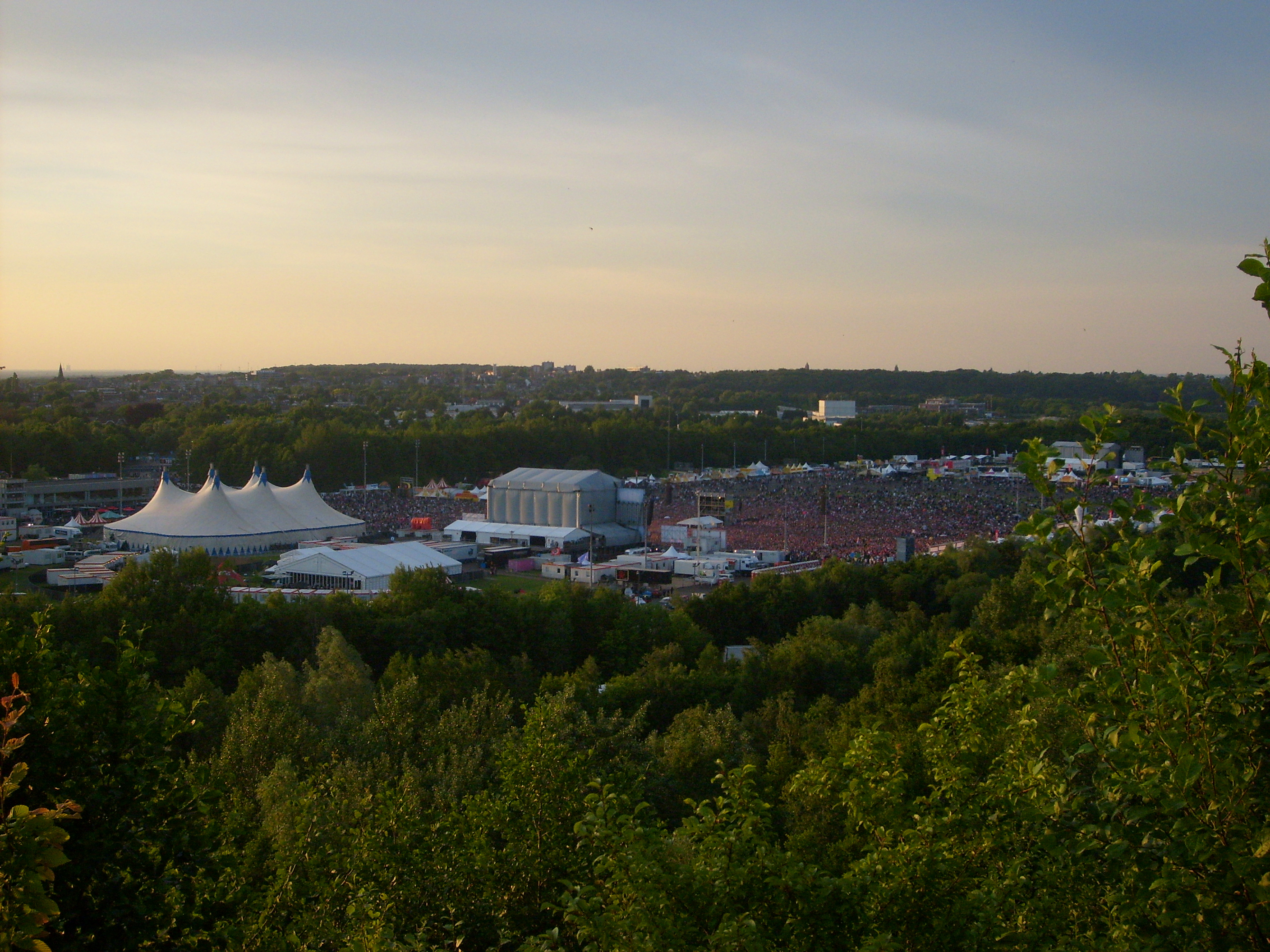
Pinkpop 2009

|     | Artistas                                             | Año                          |
| --- | ---------------------------------------------------- | ---------------------------- |
| 0-9 | 16 Horsepower                                        | 1998, 2000                   |
|     | 3 Doors Down                                         | 2001                         |
|     | 30 Seconds to Mars                                   | 2007, 2011, 2013             |
|     | 37 Stabwoundz                                        | 2004                         |
| A   | Avenged Sevenfold                                    | 2011, 2014                   |
|     | ADHD                                                 | 2004                         |
|     | Admiral Freebee                                      | 2006                         |
|     | Afro Celt Sound System                               | 1999                         |
|     | After Forever                                        | 2002, 2004                   |
|     | Alan Stivell                                         | 1975                         |
|     | Alanis Morissette                                    | 1996, 1999, 2008             |
|     | Alien Ant Farm                                       | 2002                         |
|     | ALIZE                                                | 2006                         |
|     | Alquin                                               | 1973                         |
|     | Alter Bridge                                         | 2006, 2008, 2011             |
|     | Amy Macdonald                                        | 2008, 2009                   |
|     | An Emotional Fish                                    | 1991                         |
|     | An Pierlé                                            | 2002                         |
|     | Andreas Johnson                                      | 2000                         |
|     | Anouk                                                | 1998, 2001, 2003             |
|     | Apocalyptica                                         | 2005                         |
|     | Arctic Monkeys                                       | 2007                         |
|     | Argent                                               | 1972                         |
|     | Arid                                                 | 2000, 2002                   |
|     | Artificial Joy Club                                  | 1998                         |
|     | Aswad                                                | 1988                         |
|     | Atari Teenage Riot                                   | 1997                         |
|     | Au Pairs                                             | 1982                         |
|     | Audio Bullys                                         | 2004                         |
|     | Audioslave                                           | 2003                         |
|     | Average White Band                                   | 1979                         |
| B   | Bad Religion                                         | 1995, 2008                   |
|     | Band Zonder Banaan                                   | 1999                         |
|     | Basement Jaxx                                        | 2001                         |
|     | Beck                                                 | 1997                         |
|     | Beef                                                 | 2002, 2003, 2005             |
|     | Bentley Rhythm Ace                                   | 1998                         |
|     | Beth Hart                                            | 2005                         |
|     | Beth Orton                                           | 1997                         |
|     | Bettie Serveert                                      | 1993, 1995                   |
|     | Big Country                                          | 1984                         |
|     | Billy Bragg                                          | 1984                         |
|     | Biohazard                                            | 1995                         |
|     | Björk                                                | 1994                         |
|     | Black Eyed Peas                                      | 2004                         |
|     | Black Rebel Motorcycle Club                          | 2002                         |
|     | Bloc Party                                           | 2005                         |
|     | Bløf                                                 | 2006                         |
|     | Bloodhound Gang                                      | 2006                         |
|     | Blue Murder                                          | 1986                         |
|     | Bogart & Appice                                      | 1973                         |
|     | The Boxer Rebellion                                  | 2014, 2025                   |
|     | Brainbox                                             | 1971                         |
|     | Brainpower                                           | 2001                         |
|     | Brotherhood Foundation                               | 1996                         |
|     | Buffalo Tom                                          | 1992                         |
|     | blink-182                                            | 2011                         |
|     | Bruce Springsteen                                    | 2009                         |
|     | Bush                                                 | 1996, 1997, 2000, 2002       |
|     | Butthole Surfers                                     | 1996                         |
| C   | Caesar                                               | 1998, 2000                   |
|     | Cake                                                 | 1997, 2005                   |
|     | Captain Beefheart                                    | 1974                         |
|     | Cavalera Conspiracy                                  | 2008                         |
|     | CCC Inc                                              | 1971                         |
|     | China Crisis                                         | 1985                         |
|     | Chris Isaak                                          | 1987, 1994                   |
|     | Chris Rea                                            | 1985                         |
|     | CIV                                                  | 1996                         |
|     | Claw Boys Claw                                       | 1986, 1993                   |
|     | C-mon & Kypski                                       | 2007                         |
|     | Cock Robin                                           | 1986                         |
|     | Colin Blunstone                                      | 1973                         |
|     | Coldplay                                             | 2011                         |
|     | Concubine                                            | 2001                         |
|     | Cooler Than Jesus                                    | 1997                         |
|     | Counting Crows                                       | 1997, 2000, 2003, 2008       |
|     | Cracker                                              | 1994                         |
|     | Crowded House                                        | 1994                         |
| D   | DAAU                                                 | 1999                         |
|     | Danko Jones                                          | 2003, 2006                   |
|     | Danzig                                               | 1995                         |
|     | Daryll-Ann                                           | 1994, 2002                   |
|     | Das Pop                                              | 2001                         |
|     | Dave Clarke Live                                     | 2004                         |
|     | DJ Dave Clarke                                       | 1996                         |
|     | Dave Matthews Band                                   | 1995, 1996, 2007             |
|     | David Byrne                                          | 1992                         |
|     | David Gray                                           | 2006                         |
|     | De Dijk                                              | 2000                         |
|     | Dead Punk Society                                    | 2000                         |
|     | Death in Vegas                                       | 1997                         |
|     | Def P & Beatbusters                                  | 2002                         |
|     | Def Rhymz                                            | 2000                         |
|     | Deftones                                             | 1998, 2003, 2006             |
|     | Del Amitri                                           | 1995                         |
|     | Descendents                                          | 1997                         |
|     | Deus                                                 | 1995, 1997, 2006             |
|     | Die Toten Hosen                                      | 2000                         |
|     | Dio                                                  | 1984                         |
|     | Dire Straits                                         | 1979                         |
|     | Di-rect                                              | 2002, 2005                   |
|     | DJ Angelo                                            | 1996                         |
|     | DJ DAB                                               | 1997                         |
|     | DJ Eddy de Clercq                                    | 1999                         |
|     | DJ Hype                                              | 1997                         |
|     | DJ John                                              | 1997                         |
|     | DJ Lady Aida                                         | 1997                         |
|     | DJ L-Dopa                                            | 1997                         |
|     | DJ PA                                                | 1996                         |
|     | DJ Who Cares                                         | 1996                         |
|     | Doe Maar                                             | 1982, 1983                   |
|     | Dog Eat Dog                                          | 1995, 1996                   |
|     | Dreadlock Pussy                                      | 2001                         |
|     | Dream                                                | 1970                         |
|     | Dredg                                                | 2006                         |
|     | Dropkick Murphys                                     | 2002                         |
|     | Dulfer                                               | 1994                         |
| E   | Eagle-Eye Cherry                                     | 1998                         |
|     | Eagles of Death Metal                                | 2008                         |
|     | Easy Aloha's                                         | 1996                         |
|     | Eboman                                               | 1996                         |
|     | Echo & the Bunnymen                                  | 1987                         |
|     | Editors                                              | 2006, 2008, 2014             |
|     | Eels                                                 | 1997                         |
|     | Elbow                                                | 2009                         |
|     | E-life                                               | 2002                         |
|     | Ellen Ten Damme                                      | 2001                         |
|     | Elvis Costello                                       | 1979, 1989                   |
|     | Epica                                                | 2005, 2010, 2014             |
|     | Evanescence                                          | 2003, 2007                   |
| F   | Fairport Convention                                  | 1973                         |
|     | Faith No More                                        | 1995, 2015                   |
|     | Faithless                                            | 1997, 1998, 1999, 2002, 2005 |
|     | Fatal Flowers                                        | 1987                         |
|     | Fiction Plane                                        | 2008                         |
|     | Fine Young Cannibals                                 | 1986                         |
|     | Fischer-Z                                            | 1981                         |
|     | Fishbone                                             | 1989                         |
|     | Five O'Clock Heroes                                  | 2007                         |
|     | Fleetwood Mac                                        | 1971                         |
|     | Flogging Molly                                       | 2003, 2008                   |
|     | Focus                                                | 1971, 1972                   |
|     | Foo Fighters                                         | 2008                         |
|     | Forest                                               | 1971                         |
|     | Fountains of Wayne                                   | 1997                         |
|     | Frank Black & The Catholics                          | 1999                         |
|     | Franz Ferdinand                                      | 2004, 2006                   |
|     | Fugees                                               | 1996                         |
|     | Fun Boy Three                                        | 1983                         |
|     | Fun Lovin' Criminals                                 | 1996                         |
|     | Fungus                                               | 1974                         |
| G   | G. Love & Special Sauce                              | 1995                         |
|     | Gabriel Ríos                                         | 2005, 2007                   |
|     | Gaga                                                 | 1985                         |
|     | Galliano                                             | 1994                         |
|     | Garbage                                              | 1998                         |
|     | Garland Jeffreys                                     | 1980                         |
|     | Gary Moore                                           | 1983                         |
|     | Gé Reinders                                          | 1986                         |
|     | George Baker Selection                               | 1970                         |
|     | Girls Against Boys                                   | 1998                         |
|     | Gogol Bordello                                       | 2007                         |
|     | Golden Earring                                       | 1970, 1977, 2005             |
|     | Goldfrapp                                            | 2004                         |
|     | Gómez                                                | 2000, 2002                   |
|     | Good Charlotte                                       | 2007                         |
|     | Goose                                                | 2007                         |
|     | Gorefest                                             | 1994                         |
|     | Graham Parker and the Rumour                         | 1978                         |
|     | Grandaddy                                            | 1998                         |
|     | Green Day                                            | 2010, 2013, 2017             |
|     | Green Lizard                                         | 2000, 2001                   |
|     | Groove Armada                                        | 2002, 2008                   |
|     | Guano Apes                                           | 2000                         |
| H   | Hallo Venray                                         | 1992                         |
|     | Happy Mondays                                        | 1991                         |
|     | Hardin & York                                        | 1971                         |
|     | Heather Nova                                         | 1995, 1999, 2002             |
|     | Hedningarna                                          | 1996                         |
|     | Heideroosjes                                         | 1995, 1996, 1999, 2005       |
|     | Herman Brood & His Wild Romance                      | 1988                         |
|     | HIM                                                  | 2004                         |
|     | Hollywood Undead                                     | 2009                         |
|     | Hoobastank                                           | 2004                         |
|     | Hootie & the Blowfish                                | 1995                         |
|     | Hooverphonic                                         | 2006                         |
|     | Howard Hughes and the Western Approaches             | 1986                         |
|     | Hüsker Dü                                            | 1987                         |
| I   | Ian Dury and the Blockheads                          | 1981                         |
|     | Ian Matthews & Plainsong                             | 1972                         |
|     | Idlewild                                             | 1999                         |
|     | Iggy Pop                                             | 1987                         |
|     | Ilse DeLange                                         | 1999, 2003, 2007             |
|     | In Tua Nua                                           | 1987                         |
|     | Incubus                                              | 2008                         |
|     | Infadels                                             | 2006                         |
|     | Intwine                                              | 2005                         |
|     | Itchy Bitchy                                         | 1998                         |
| J   | Jack Bruce Band featuring Carla Bley and Mick Taylor | 1975                         |
|     | Jamie Lidell                                         | 2006                         |
|     | Janse Bagge Bend                                     | 1983                         |
|     | Jason & the Scorchers                                | 1985                         |
|     | Jeff Beck                                            | 1973                         |
|     | Jeff Healey Band                                     | 1989                         |
|     | Jess Roden Band                                      | 1976                         |
|     | Jet                                                  | 2004                         |
|     | Jewel                                                | 1999, 2002                   |
|     | Jimmy Cliff                                          | 1984                         |
|     | JJ72                                                 | 2001                         |
|     | Joe Cocker                                           | 1988                         |
|     | Joe Jackson                                          | 1980, 1991                   |
|     | Johan                                                | 1997, 2001                   |
|     | John Hiatt                                           | 1984                         |
|     | John Hiatt & The Goners                              | 1989                         |
|     | John Mayer                                           | 2010                         |
|     | Jonathan Richman and the Modern Lovers               | 1978                         |
|     | Journey                                              | 1978                         |
|     | Juliette & The Licks                                 | 2007                         |
|     | Junior Senior                                        | 2003                         |
|     | Junkie XL                                            | 1998, 2000                   |
|     | Junkie XL & Guests                                   | 2003                         |
|     | Justice                                              | 2008                         |
|     | Justin Bieber                                        | 2017                         |
| K   | Kaiser Chiefs                                        | 2005, 2006, 2008, 2025       |
|     | Kaizers Orchestra                                    | 2004                         |
|     | Kane                                                 | 2000, 2002, 2005             |
|     | Katy Perry                                           | 2009                         |
|     | Kashmir                                              | 1999, 2006                   |
|     | Keane                                                | 2006, 2009, 2012             |
|     | Keef Hartley                                         | 1970                         |
|     | Kevin Coyne Band                                     | 1975                         |
|     | Kid Creole and the Coconuts                          | 1982                         |
|     | King                                                 | 1985                         |
|     | Kings of Leon                                        | 2011, 2013, 2017             |
|     | Korn                                                 | 1997, 2000, 2007             |
|     | Kraak & Smaak                                        | 2006                         |
|     | Krezip                                               | 2000, 2001, 2003, 2007, 2009 |
|     | K's Choice                                           | 1996, 1998, 2001             |
|     | Kubb                                                 | 2006                         |
|     | Kula Shaker                                          | 1997, 1999                   |
| L   | Laïs                                                 | 2000                         |
|     | La Pegatina                                          | 2013                         |
|     | Lamb                                                 | 1997, 1999, 2002             |
|     | Laurent Garnier                                      | 2000                         |
|     | Lauryn Hill                                          | 1999                         |
|     | Leftfield                                            | 1996                         |
|     | Lenny Kravitz                                        | 1991, 1993, 2002, 2004       |
|     | Less Than Jake                                       | 2004                         |
|     | Liam Gallagher                                       | 2017                         |
|     | Life of Agony                                        | 1996                         |
|     | Lifehouse                                            | 2001, 2003                   |
|     | Liftid                                               | 2003                         |
|     | Limp Bizkit                                          | 1997, 2001                   |
|     | Linkin Park                                          | 2007                         |
|     | Lionrock                                             | 1996                         |
|     | Little Feat                                          | 1976                         |
|     | Live                                                 | 1995, 1997, 2000, 2002       |
|     | Live                                                 | 1970                         |
|     | Livin' Blues                                         | 1970                         |
|     | Living Colour                                        | 1991, 1993                   |
|     | Living Things                                        | 2006                         |
|     | Lone Justice                                         | 1987                         |
|     | Lostprophets                                         | 2004, 2007                   |
|     | Lou Reed                                             | 1987, 1992                   |
|     | Luka Bloom                                           | 1991, 1999                   |
| M   | Macy Gray                                            | 2002, 2007                   |
|     | Madness                                              | 1981, 2009                   |
|     | Madrugada                                            | 2000, 2005                   |
|     | Mando Diao                                           | 2009                         |
|     | Manfred Mann's Earth Band                            | 1977                         |
|     | Manic Street Preachers                               | 1999, 2001                   |
|     | Mano Negra                                           | 1990                         |
|     | Manu Chao                                            | 2003                         |
|     | Marc Almond with La Magia                            | 1989                         |
|     | Maria Mena                                           | 2007                         |
|     | Marillion                                            | 1984                         |
|     | Marilyn Manson                                       | 1997, 2007                   |
|     | Massada                                              | 1979                         |
|     | Massive Attack                                       | 2003                         |
|     | Maxïmo Park                                          | 2007                         |
|     | Melissa Etheridge                                    | 1990                         |
|     | Men at Work                                          | 1983                         |
|     | Metal Molly                                          | 1996                         |
|     | Metallica                                            | 2008                         |
|     | Michael Chapman                                      | 1972                         |
|     | Michael Franti & Spearhead                           | 2001                         |
|     | Michael Schenker Group                               | 1981                         |
|     | Millencolin                                          | 2005                         |
|     | Millionaire                                          | 2002                         |
|     | Mindfold                                             | 2005                         |
|     | Moby                                                 | 1998, 2000, 2003             |
|     | Mo'Jones                                             | 2006                         |
|     | Moke                                                 | 2008                         |
|     | Moloko                                               | 1996, 2003, 2004             |
|     | Molotov                                              | 2005                         |
|     | Moneybrother                                         | 2005                         |
|     | Moondog Jr.                                          | 1996                         |
|     | Morgan Heritage                                      | 2002                         |
|     | Morphine                                             | 1994, 1997                   |
|     | Morrissey                                            | 2006                         |
|     | Mother's Finest                                      | 1978                         |
|     | Mr. Albert Show                                      | 1970                         |
|     | Mumford & Sons                                       | 2012                         |
|     | Mungo Jerry                                          | 1972                         |
|     | Muse                                                 | 2000, 2002, 2004, 2007       |
| N   | N.E.R.D                                              | 2004                         |
|     | Nada Surf                                            | 1997                         |
|     | Nashville Pussy                                      | 1999                         |
|     | Nazareth                                             | 1975                         |
|     | Nelly Furtado                                        | 2006                         |
|     | Nemo                                                 | 1994                         |
|     | Nena                                                 | 1983                         |
|     | New Musik                                            | 1981                         |
|     | Nick Cave and the Bad Seeds                          | 1990                         |
|     | Nickelback                                           | 2006                         |
|     | Nils Lofgren                                         | 1977                         |
|     | NOFX                                                 | 1998                         |
|     | Noisettes                                            | 2007                         |
|     | Novastar                                             | 2000, 2004, 2005, 2008       |
| O   | Oasis                                                | 2000                         |
|     | Ocean Colour Scene                                   | 1996, 1998                   |
|     | Ojos de Brujo                                        | 2004                         |
|     | Opgezwolle                                           | 2006                         |
|     | Opus                                                 | 1970                         |
|     | Orbital                                              | 1996                         |
|     | Osdorp Posse                                         | 1995, 1996, 1997             |
|     | OutKast                                              | 2001                         |
|     | Ozark Henry                                          | 2003, 2007                   |
|     | Ozric Tentacles                                      | 1998                         |
| P   | Paolo Nutini                                         | 2007                         |
|     | Papa Roach                                           | 2001                         |
|     | Partner                                              | 1978                         |
|     | Passenger                                            | 2013                         |
|     | Paul Weller                                          | 2006                         |
|     | P.O.D.                                               | 2002                         |
|     | Pearl Jam                                            | 1992, 2000                   |
|     | Pennywise                                            | 1996                         |
|     | Pete Droge                                           | 1995                         |
|     | Pete Murray                                          | 2006, 2008                   |
|     | Peter Pan Speedrock                                  | 2003                         |
|     | Peter Tosh                                           | 1979                         |
|     | Pixies                                               | 1989, 2004                   |
|     | PJ Harvey                                            | 1992                         |
|     | Placebo                                              | 1997, 2003, 2006, 2009       |
|     | Porcupine Tree                                       | 2008                         |
|     | Postmen                                              | 1999, 2000, 2001             |
|     | Presence                                             | 1999                         |
|     | Primus                                               | 1991, 1998                   |
|     | Prodigal Sons                                        | 1994                         |
|     | Prong                                                | 1994                         |
| Q   | Queens of the Stone Age                              | 2001, 2003, 2008             |
| R   | R.E.M.                                               | 1989                         |
|     | Racing Cars                                          | 1977                         |
|     | Racoon                                               | 2002, 2006, 2008             |
|     | Radiohead                                            | 1996, 2001                   |
|     | Rage Against the Machine                             | 1993, 1994, 1996, 2008       |
|     | Rammstein                                            | 1997, 2002, 2010, 2016       |
|     | Rancid                                               | 1996                         |
|     | Raymond van het Groenewoud                           | 1980                         |
|     | Razorlight                                           | 2007                         |
|     | Red Hot Chili Peppers                                | 1988, 1990, 2006             |
|     | Red Snapper                                          | 1999                         |
|     | Red White & Blue                                     | 1975                         |
|     | Relax                                                | 2003                         |
|     | Roni Size/Reprazent                                  | 1998                         |
|     | República                                            | 1997                         |
|     | Richard Thompson & Band                              | 1994                         |
|     | Rick Nolov Band                                      | 1984                         |
|     | Right Direction                                      | 1999                         |
|     | Robbie Williams                                      | 1999                         |
|     | Robert Gordon & Link Wray                            | 1978                         |
|     | Rollins Band                                         | 1995                         |
|     | Rory Block                                           | 1989                         |
|     | Rory Gallagher                                       | 1974                         |
|     | Rowwen Hèze                                          | 1992, 1999, 2005, 2009       |
|     | Roy Paci                                             | 2004                         |
|     | Röyksopp                                             | 2003                         |
|     | Rush                                                 | 1979                         |
| S   | Saga                                                 | 1982                         |
|     | Sailor                                               | 1975                         |
|     | Saybia                                               | 2003, 2005, 2008             |
|     | Scissor Sisters                                      | 2007                         |
|     | Seasick Steve                                        | 2012                         |
|     | Sebadoh                                              | 1999                         |
|     | Seeed                                                | 2004                         |
|     | Semisonic                                            | 2001                         |
|     | Senser                                               | 1994                         |
|     | Sepultura                                            | 1996                         |
|     | Sergent García                                       | 2002                         |
|     | Serj Tankian                                         | 2008                         |
|     | Seven Day Diary                                      | 1995                         |
|     | Shane MacGowan and The Popes                         | 1995                         |
|     | Shawn Mullins                                        | 1999                         |
|     | Shinedown                                            | 2009                         |
|     | Shocking Blue                                        | 1971                         |
|     | Sick of It All                                       | 1995, 2005                   |
|     | Sido Martens                                         | 1976                         |
|     | Silkstone                                            | 2003                         |
|     | Silverchair                                          | 1997                         |
|     | Simple Minds                                         | 1983                         |
|     | Sinéad O'Connor                                      | 1988, 1995                   |
|     | Skik                                                 | 1997, 1998                   |
|     | Skillet                                              | 2016                         |
|     | Skin                                                 | 2003, 2006                   |
|     | Skunk Anansie                                        | 1996, 1999                   |
|     | Slash's Snakepit                                     | 1995                         |
|     | Smashing Pumpkins                                    | 1994, 2007                   |
|     | Snow Patrol                                          | 2007, 2009                   |
|     | Solomon Burke                                        | 2003                         |
|     | Soul Asylum                                          | 1994                         |
|     | Soulfly                                              | 1999, 2006                   |
|     | Soulwax                                              | 1999                         |
|     | Soundgarden                                          | 1992                         |
|     | Spearhead                                            | 1995                         |
|     | Spiritualized                                        | 1998                         |
|     | Split Enz                                            | 1980                         |
|     | Spookrijders                                         | 2000                         |
|     | St. Germain                                          | 2001                         |
|     | Starsailor                                           | 2002, 2004                   |
|     | Status Quo                                           | 1974                         |
|     | Stealers Wheel                                       | 1973                         |
|     | Steel Pulse                                          | 1985                         |
|     | Steeleye Span                                        | 1974                         |
|     | Stereophonics                                        | 2001, 2008                   |
|     | Steve Harley & Cockney Rebel                         | 1974                         |
|     | Stevie Ann                                           | 2007                         |
|     | Stone Sour                                           | 2007                         |
|     | Strawbs                                              | 1972                         |
|     | Streetwalkers                                        | 1976                         |
|     | Sugababes                                            | 2004                         |
|     | Sum 41                                               | 2017                         |
|     | Super Furry Animals                                  | 2002                         |
|     | Supergrass                                           | 1997                         |
|     | Supergroover                                         | 2002                         |
|     | Supersister                                          | 1971                         |
|     | Supersub                                             | 1998                         |
|     | System 7                                             | 1997                         |
|     | System of a Down                                     | 1999, 2002, 2017             |
| T   | T. Raumschmiere                                      | 2004                         |
|     | Tanita Tikaram                                       | 1989                         |
|     | TC Matic                                             | 1983                         |
|     | Teenage Fanclub                                      | 1995                         |
|     | Texas                                                | 1990                         |
|     | The Afghan Whigs                                     | 1994                         |
|     | The Black Crowes                                     | 1990, 1993                   |
|     | The Asteroids Galaxy Tour                            | 2012                         |
|     | The Blow Monkeys                                     | 1986                         |
|     | The Bothy Band                                       | 1977                         |
|     | The Breeders                                         | 1994                         |
|     | The Cardigans                                        | 2003                         |
|     | The Charlatans                                       | 1994                         |
|     | The Chemical Brothers                                | 1996, 2005                   |
|     | The Chieftains                                       | 1976                         |
|     | The Christians                                       | 1988                         |
|     | The Communards                                       | 1987                         |
|     | The Coral                                            | 2005                         |
|     | The Cult                                             | 1986, 1992                   |
|     | The Cure                                             | 1986                         |
|     | The Dandy Warhols                                    | 1998, 2003                   |
|     | The Datsuns                                          | 2004                         |
|     | The Dresden Dolls                                    | 2006                         |
|     | The Eighties Matchbox B-Line Disaster                | 2003                         |
|     | The Family Stand                                     | 1992                         |
|     | The Flaming Lips                                     | 2006                         |
|     | The Frames                                           | 2005                         |
|     | The Fratellis                                        | 2007                         |
|     | The Gathering                                        | 1996, 1997                   |
|     | The Get Up Kids                                      | 2000                         |
|     | The Godfathers                                       | 1988                         |
|     | The Hives                                            | 2001, 2008                   |
|     | The Incredible String Band                           | 1972                         |
|     | The J. Geils Band                                    | 1980                         |
|     | The Jam                                              | 1980                         |
|     | The Jayhawks                                         | 1993, 1995                   |
|     | The Jon Spencer Blues Explosion                      | 1999                         |
|     | The Kinks                                            | 1977                         |
|     | The Killers                                          | 2009                         |
|     | The Kooks                                            | 2007, 2009                   |
|     | The Levellers                                        | 1994, 1995                   |
|     | The Magic Numbers                                    | 2007                         |
|     | The Mission                                          | 1990                         |
|     | The Neville Brothers                                 | 1990                         |
|     | The New Adventures                                   | 1981                         |
|     | The Nightwatchman                                    | 2007                         |
|     | The Nits                                             | 1989                         |
|     | The Offspring                                        | 2001                         |
|     | The Orb                                              | 1994, 1997                   |
|     | Outlaws                                              | 1976                         |
|     | The Pogues                                           | 1988                         |
|     | The Police                                           | 1979                         |
|     | The Posies                                           | 1994, 1998                   |
|     | The Presidents of the United States of America       | 1996, 2005                   |
|     | The Pretenders                                       | 1984                         |
|     | The Prodigy                                          | 1996, 2005, 2009             |
|     | The Rainbirds                                        | 1988                         |
|     | The Rakes                                            | 2006                         |
|     | The Rasmus                                           | 2004                         |
|     | The Red Devils                                       | 1993                         |
|     | The Roots                                            | 1997, 2004                   |
|     | The Script                                           | 2013                         |
|     | The Sheer                                            | 2004                         |
|     | The Smashing Pumpkins                                | 1994, 1998, 2007             |
|     | The Specials                                         | 1980                         |
|     | Iggy & the Stooges                                   | 2007                         |
|     | The Stranglers                                       | 1985                         |
|     | The Tea Party                                        | 2000                         |
|     | The The                                              | 2000                         |
|     | The Thrills                                          | 2004                         |
|     | The Tragically Hip                                   | 1991, 1995                   |
|     | The Verve                                            | 1998, 2008                   |
|     | The Warning                                          | 2025                         |
|     | The Waterboys                                        | 1986                         |
|     | The Zutons                                           | 2006                         |
|     | Thelonious Monster                                   | 1993                         |
|     | Therapy?                                             | 1994, 1996                   |
|     | Thin Lizzy                                           | 1978                         |
|     | Thirteen Senses                                      | 2005                         |
|     | Tiësto                                               | 2004                         |
|     | Tindersticks                                         | 1998, 2001                   |
|     | Tom McRae                                            | 2003                         |
|     | Tom Petty and the Heartbreakers                      | 1977                         |
|     | Tool                                                 | 2001, 2006                   |
|     | Toploader                                            | 2001                         |
|     | Tori Amos                                            | 1998                         |
|     | Tracy Bonham                                         | 1997, 2000                   |
|     | Travis                                               | 2000                         |
|     | Treble Spankers                                      | 1996                         |
|     | Tricky                                               | 1998                         |
|     | Triggerfinger                                        | 2005                         |
|     | Tröckener Kecks                                      | 1991                         |
|     | Type O Negative                                      | 1995                         |
| U   | U2                                                   | 1981                         |
|     | UB40                                                 | 1981                         |
|     | Undeclinable Ambuscade                               | 1996                         |
|     | Underworld                                           | 1996, 1999                   |
|     | Urban Dance Squad                                    | 1990, 1994, 1999             |
|     | Uriah Heep                                           | 1976                         |
| V   | Van Dik Hout                                         | 1995, 1998                   |
|     | Van Halen                                            | 1980                         |
|     | Van Morrison & Band + Candy Dulfer                   | 1990                         |
|     | VanKatoen                                            | 2006                         |
|     | Venice                                               | 2000                         |
|     | Viberider                                            | 2007                         |
|     | Vive la Fête                                         | 2004                         |
|     | Voicst                                               | 2008                         |
|     | Volbeat                                              | 2009                         |
| W   | Walter Trout Band                                    | 1991                         |
|     | Wang Chung                                           | 1984                         |
|     | Wicked Wonderland                                    | 1996                         |
|     | Mink DeVille                                         | 1982                         |
|     | Wir sind Helden                                      | 2005, 2007                   |
|     | Wishbone Ash                                         | 1973                         |
|     | Within Temptation                                    | 2001, 2005, 2007             |
|     | White lies                                           | 2009                         |
|     | Wolfmother                                           | 2007, 2011                   |
| Y   | Y&T                                                  | 1982                         |
|     | Yngwie Malmsteen                                     | 1985                         |
|     | Young The Giant                                      | 2014                         |
| Z   | Zero 7                                               | 2002                         |
|     | Zion Train                                           | 1998                         |
|     | Zita Swoon                                           | 1999, 2001                   |
|     | Zuco 103                                             | 2003                         |
|     | Zwan                                                 | 2003                         |
|     | ZZ Top                                               | 1982                         |